# Пализёль
Пализё́ль (фр. Paliseul, валлон. Palijhoû) — коммуна в Валлонии, расположенная в провинции Люксембург, округ Нёшато. Принадлежит Французскому языковому сообществу Бельгии. На площади 112,96 км² проживают 5052 человека (плотность населения — 45 чел./км²), из которых 49,01 % — мужчины и 50,99 % — женщины. Средний годовой доход на душу населения в 2003 году составлял 10 559 евро.
Почтовые коды: 6850—6853, 6856. Телефонный код: 061.